# 亞太牙醫學生聯合會
亞太牙醫學生聯合會（Asia Pacific Dental Students Association，縮寫 APDSA），為亞太牙醫聯盟（Asia Pacific Dental Federation，縮寫 APDF/APDC）之附屬組織，由來自亞太地區18個會員國之牙醫學生所組成。台灣目前由中華牙醫學會作為亞太牙醫學生聯合會的指導單位。

## 組織宗旨
- 促進亞太地區口腔衛生保健。
- 促進亞太牙醫學生更緊密的區域及國際合作。
- 促進亞太牙醫學生的國際會議。
- 支持亞太牙醫學生之間的學術研究及聯繫交流。
- 提升亞太地區牙醫科學研究水準。
- 維護亞太牙醫學生之利益。
- APDSA 是完全非政治性的集會組織。
- APDSA於1968年起於舉辦年度大會。

## 會員地區
1. 印度尼西亞
2. 日本
3. 香港
4. 中華民國（臺灣）
5. 大韓民國
6. 菲律賓
7. 马来西亚
8. 泰國
9. 新西兰
10. 越南
11. 柬埔寨
12. 尼泊尔
13. 新加坡
14. Template:PK

## 近年來年度大會及年中會議舉辦國
- 2010第37屆亞太牙醫學生聯合會　年度大會　日本
- 2011第38屆亞太牙醫學生聯合會　年度大會　泰國
- 2011第38屆亞太牙醫學生聯合會　年中會議　台灣
- 2012第39屆亞太牙醫學生聯合會　年度大會　澳洲
- 2012第39屆亞太牙醫學生聯合會　年中會議　泰國 （页面存档备份，存于）
- 2013第40屆亞太牙醫學生聯合會　年度大會　印尼 （页面存档备份，存于）
- 2013第40屆亞太牙醫學生聯合會　年中會議　南韓 （页面存档备份，存于）
- 2014第41屆亞太牙醫學生聯合會　年度大會　柬埔寨 （页面存档备份，存于）
- 2014第41屆亞太牙醫學生聯合會　年中會議　馬來西亞 （页面存档备份，存于）
- 2015第42屆亞太牙醫學生聯合會　年度大會　台灣
- 2015第42屆亞太牙醫學生聯合會  年中會議 澳洲
- 2016第43屆亞太牙醫學生聯合會  年度大會 新加坡
- 2017第44屆亞太牙醫學生聯合會  年度大會 香港
- 2018第45屆亞太牙醫學生聯合會  年度大會 馬來西亞
- 2019第46屆亞太牙醫學生聯合會  年度大會 泰國
- 2020第47屆亞太牙醫學生聯合會  年度大會 柬埔寨（因為疫情延後至2021舉辦）
- 2021第47屆亞太牙醫學生聯合會  年度大會 柬埔寨（因為疫情採線上形式舉辦）
- 2022第48屆亞太牙醫學生聯合會  年度大會 台灣

## 台灣會員大學
1. 台灣大學牙醫系
2. 陽明交通大學牙醫系
3. 國防醫學院牙醫系
4. 台北醫學大學牙醫系
5. 中國醫藥大學牙醫系
6. 中山醫學大學牙醫系
7. 高雄醫學大學牙醫系
8. 成功大學牙醫系

## 台灣參與亞太牙醫學生聯合會情形
自1987年解嚴前後，台灣牙醫系學生積極參與國際事務於

1988年由台大牙醫系 邱宏正醫師、林世榮醫師......為第一屆亞太牙醫學生聯合會在台舉辦

1998年由台大牙醫系 王俊程醫師擔任主席籌備第25屆亞太牙醫學生聯合會

2007年由北醫牙醫系 王煒鑑醫師擔任籌備主席籌備第34屆亞太牙醫學生聯合會

2015年由台大牙醫系 黃湘翎 醫師 出任國際主席與陽明牙醫系 葉平萱醫師共同領導籌備第42屆亞太牙醫學生聯合會
2018年12月15日-18日 由北醫牙醫系 郭臻穎 與 中山牙醫系 張澤揚 共同籌備第46屆亞太牙醫學生聯合會，於台灣台北舉行

## 國際幹部
| 職位                          | 國籍       | 姓名                          |
| ----------------------------- | ---------- | ----------------------------- |
| International President       | 中華民國   | Hsiang-Ling Huang             |
| General Secretary             | 印度尼西亞 | Thiananda Wardhani            |
| Treasurer                     | 中華民國   | Ping-Hsuan Yeh                |
| International Liaison Officer | 马来西亚   | Koh Wen Thong                 |
| Editor                        | 中華民國   | Huan-Yuan Huang               |
| SRC Coordinator               | 香港       | Jing-Ya Pu                    |
| LOC President                 | 中華民國   | Han-Hsuan Wu and Jia-Hong Lin |

### 引用
1. ↑  .   [2015-05-16]. （原始内容存档于2019-08-13）.
2. ↑  .   [2015-05-16]. （原始内容存档于2015-05-24）.
3. ↑  .   [2015-05-24]. （原始内容存档于2019-09-18）.
4. ↑  .   [2015-05-16]. （原始内容存档于2016-03-04）.